# بورگاتا
بورگاتا (به مجاری:  Borgáta) یک شهرداری در مجارستان است که در واش واقع شده‌است. بورگاتا ۶٫۲۱ کیلومتر مربع مساحت و ۱۵۹ نفر جمعیت دارد.